# Hans Natorp
Hans Natorp (født 29. august 1964 i Sønderborg) er formand for Danmarks Idrætsforbund. Som aktiv idrætsmand deltog han i sejlsport ved OL 1988 . Fra 2016 til 2021 næstformand for Danmarks Idrætsforbund. Natorp var fra 2010-2017 formand for Dansk Sejlunion. På DIF’s årsmøde den 19. maj
2021 blev Natorp valgt til formand for Danmarks Idrætsforbund.
Udover sit arbejde i Danmarks Idrætsforbund, er Hans Natorp blandt andet bestyrelsesmedlem i Lokale og Anlægsfonden og rådgiver og ejer i virksomheden Circlepro.

## Baggrund og opvækst
Hans Natorp voksede op i Sønderborg og blev student fra Amtsgymnasiet. I 1986 flyttede han til Aarhus og læste til dataingeniør på Ingeniørhøjskolen, hvor han blev færdig i 1990.
Han tog i 2009 uddannelsen Kreativ Ledelse fra KaosPilotterne. I 2012 tog han INSEAD, EMP, Executive Management Programme og EBP, Executive Board Programme og i 2015 NILE, Nordic International Leadership Education DIF.

## Privat
Hans Natorp er gift med Lone Natorp, og sammen har de tre børn.
I sin fritid sejler Hans Natorp på sejlbåden S/Y Roselina, som han er medejer af. Mellem 2005-2009 var Natorp med til at sejle skibet jorden rundt.